# The Sims
Els Sims (en anglès The Sims) va ser un dels videojocs més populars de l'any 2000 en el qual l'objectiu era controlar la vida social d'uns Sims, uns éssers que simulaven amb intel·ligència artificial als humans.
La versió original més les seves expansions el converteixen en el videojoc més venut de la història dels ordinadors. S'estima que un 60% dels jugadors són de sexe femení, fet molt poc usual en el món dels videojocs. A més a més, totes les versions de The Sims, han tingut un fort acompanyament de material creat per fans. Això ha convertit el videojoc en el que molts consideren "un èxit".

## Història

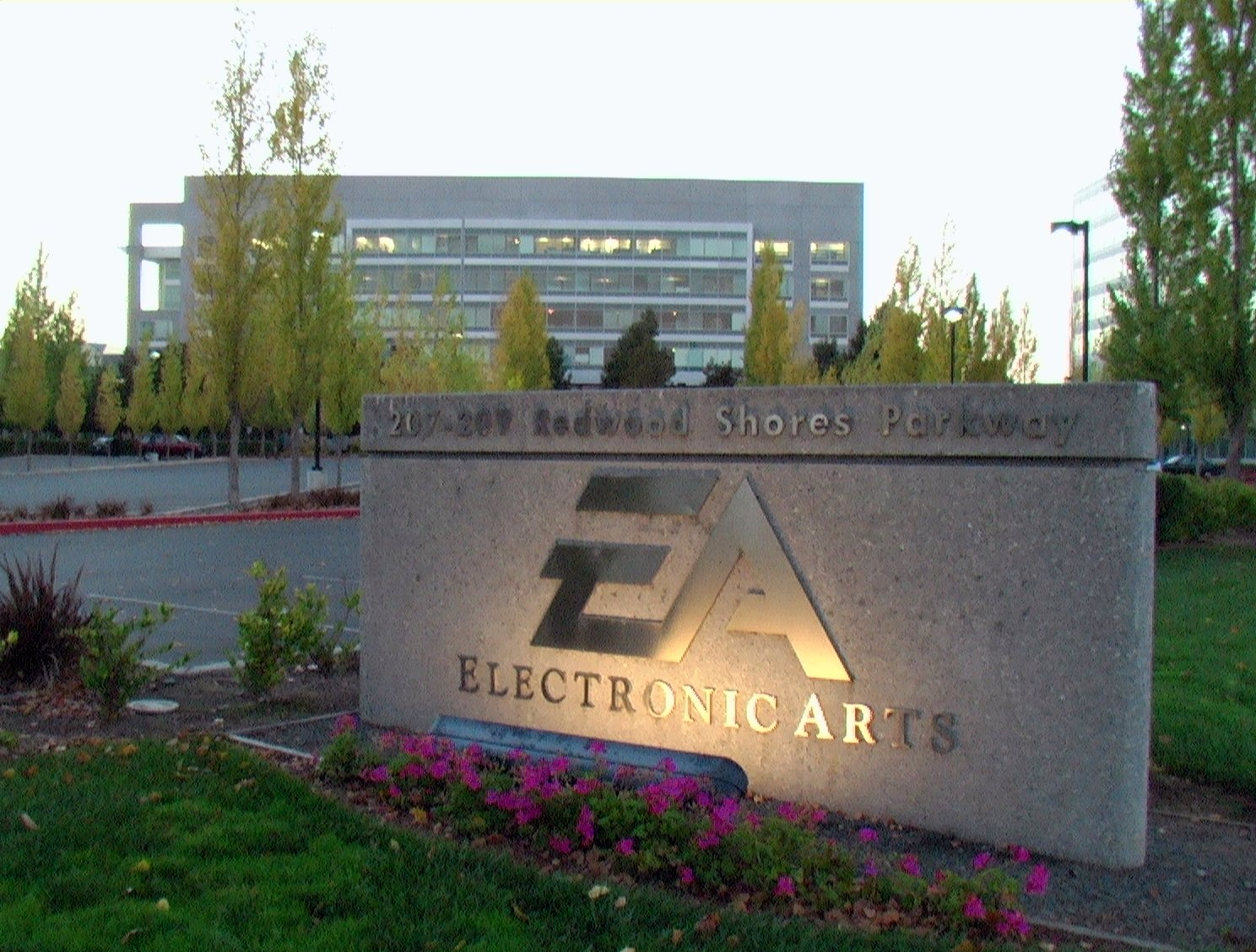
Seu central de Electronic Arts, distribuïdora del joc.

The Sims va ser editat per Maxis, empresa fundada per Will Wright i Jeff Braun el 1987, i distribuït per Electronic Arts.
Maxis va començar desenvolupant SimCity, un videojoc de construir una ciutat i que posteriorment ha generat la saga SimCity, a més d'altres jocs menys coneguts com a Sim Earth i Sim Ants. Maxis va travessar, durant els seus inicis, períodes de problemes econòmics fins que el 1997 Electronic Arts va comprar la major part de Maxis. The Sims va sortir el 2000, el que va significar la clara recuperació de l'empresa fundada per Wright i Braun. Wright va trobar la idea del jocs, després que va perdre la seva casa durant el gran incendi d'Oakland-Berkeley. Va ser sempre un apassionat de l'arquitectura, va començar a desenvolupar una idea de joc on els jugadors simularien les activitats diàries en una llar suburbana, inclosa la construcció d'una casa des de zero.
Després, Maxis va haver de renunciar a projectes tan ambiciosos com Sim Mars (colonització de planetes) i Sims Ville (una barreja de The Sims i Sim City). El 2003 Will Wright anuncià que estava treballant en un "simulador meteorlògic", un any després va sortir The Sims 2. El 2005 es va fer públic que Maxis estava treballant en Sim City 5. A la Games Convention del 2005 va presentar-se el projecte de Will Wright: Spore.

## Concepte
The Sims és un videojoc en què el jugador ha de maniobrar uns éssers virtuals anomenats "sims" semblants als humans. Aquests éssers tenen sentiments, necessitats, feina, família... com una persona de debò. A The Sims 2 els sims tenen desigs, pors, aspiracions, etc.
Com a altres jocs del mateix gènere no hi ha pas un objectiu definit. El més usual i lògic és voler la felicitat del sim, però poden haver-hi molts més objectius; com aconseguir una casa molt gran, molts diners, arribar al punt més alt d'una carrera o fins i tot crear un sim per fer-li passar mals moments.
Un altre factor característic de The Sims és la possibilitat d'intercomunicar-se amb altres partides. Així els sims viuen en un barri format per totes les partides que l'usuari té desades. D'aquesta manera amb una família sim es pot interaccionar amb una altra família encara que no formi part del nucli familiar i generar amistats, amors i altres relacions entre sims de diferents partides.
El jugador té el deure de construir una casa i moblar-la perquè el sim hi visqui. El jugador pot anar controlant els sims però no necessàriament sempre li faran cas.

## Mode de joc
Per a jugar a The Sims es necessita una família, el jugador pot escollir una família predeterminada que ve amb el videojoc, crear-ne una ell mateix o seguir una partida que ja té desada.
A l'hora de crear la família de sims es pot escollir si es vol un únic sim o més d'un (fins a un màxim de vuit) i quin aspecte tindran, a més del noble i una breu descripció.
Un cop fet això el jugador ha de mudar el nucli familiar a una casa o terreny. Les cases ja venen construïdes per defecte, n'hi ha algunes escampades pel barri, però si es vol tenir una casa personalitzada s'ha d'escollir un terreny buit i construir-hi a sobre. Això es fa amb un editor que permet posar parets, terres, piscines, llars de foc, jardins... També es poden comprar mobles a través d'un editor semblant.
La vida dels Sims no té un objectiu definit, sinó que l'usuari el pot marcar on vulgui, el més habitual dels quals és voler que el Sim sigui el més feliç possible, la qual cosa comporta que tingui les necessitats completes (les necessitats són les següents: gana, energia, comoditat, diversió, higiene, social, bufeta i habitació). Per aconseguir pujar aquestes necessitats els sims necessitaran determinats objectes (per exemple per millorar l'energia el sim necessita un llit), aquests objectes necessiten ser comprats amb diners virtuals que només s'aconsegueixen treballant.
Quan un sim va a treballar desapareix unes hores de la casa i hi torna més tard amb una quantitat de diners, que major serà com més amunt de la carrera estigui. Per veure's ascendit a la feina cal treballar algunes habilitats (cuina, mecànica, físic, lògica, carisma i creativitat), que també necessiten objectes per pujar-les; i mantenir relacions socials amb els veïns.
El joc permet aturar el temps o passar-lo a major velocitat.

## Apartat tècnic

### Gràfics
L'any 2000 els gràfics de The Sims eren una vista isomètrica que tenia un zoom i la possibilitat de girar en angles de 90°. Tot i que al principi els gràfics tenien una bona qualitat, a poc a poc i a mesura que es van anar traient expansions els gràfics anaven quedant desfasats respecte a les altres propostes del mercat, i fins que no es va llençar The Sims 2 amb gràfics en 3D tot va seguir igual. Per sort, els requisits mínims de The Sims no eren massa alts.
The Sims combina gràfics 2D amb gràfics 3D; de tal manera que els sims (els "éssers") són representats com a high-poly-count, és a dir, són objectes 3D, en canvi, la casa i els objectes són presentats i es mostren diametralment.

### So
L'apartat sonor no requeria grans efectes, tenia una banda sonora personalitzada. Les veus dels sims es representaven en un idioma fictici anomenat Simlish, creat per improvisats comediants com Gerri Lawlor i Stephen Kearin.

## Expansions i seqüeles
The Sims va tenir 7 expansions oficials. Alguns crítics van especular que era una tàctica per guanyar diners perjudicant els usuaris.
La llista d'expansions és la següent:
- The Sims: Living'Large
  - Llançament: 27 d'agost del 2000
  - Incorporava 4 nous barris, així permetia tenir més partides desades. Incloïa nous objectes i cinc noves carreres.
- The Sims: House Party
  - 28 de març del 2001
  - Amb una temàtica de festes incloïa objectes i feines relacionades amb el tema.
- The Sims: Hot Date
  - 14 de novembre del 2001
  - Permetia als sims sortida de casa i anar a solars comunitaris, amb botigues i restaurants. Va ser una expansió força aplaudida tenint en compte les dues anteriors.
- The Sims: Vacation
  - 25 de març del 2002
  - Els sims podien sortir de casa per visitar un barri de vacances amb terrenys de costa, camp i muntanya.
- The Sims: Unleashed
  - 23 de setembre del 2002
  - Una de les expansions més ben rebudes per la comunitat dels sims. Els sims podien tenir animals (gats, gossos, etc.), horts, etc.
- The Sims: Superstar
  - 15 de maig del 2003
  - Els sims podien ser estrelles. Al moment de sortir aquesta expansió tothom es pensava que era l'última abans de la sortida del The Sims 2.
- The Sims: Makin'Magic
  - 28 d'octubre del 2003
  - L'última expansió, els sims podien aprendre trucs de màgia. No va tenir els elogis de Superstar, ja que molts la van criticar per treure realisme al joc i van reiterar l'afany de fer diners de Maxis amb tantes expansions.

### Altres versions
Posteriorment s'han anat editant més versions de The Sims i les seves expansions, amb preus més reduïts:
- The Sims Deluxe Edition (2002): Contenia The Sims, l'expansió The Sims: Livin' Large, un creador skins per als sims anomenat The Sims Creator, 25 objectes exclusius i 50 peces de roba; contingut que només es podia aconseguir amb aquesta recopilació, molta gent el va considerar com un pack d'expansió.
- The Sims Double Deluxe (2003): Contenia The Sims Deluxe Edition i The Sims: House Party, a més d'objectes especials, que en aquest cas es podien descarregar de la pàgina web oficial del joc gratuïtament.
- The Sims Mega Deluxe (25 de maig de 2004): Contenia The Sims, The Sims: Livin' Large, The Sims: House Party i The Sims: Hot Date.
- The Sims: Expansion Collection Volume One: Contenia The Sims: Unleashed i The Sims: House Party.
- The Sims: Expansion Collection Volume Two: Contenia The Sims: Hot Date" i The Sims: Makin' Magic.
- The Sims: Expansion Collection Volume Three: Contenia The Sims: Vacation i The Sims: Superstar.
- The Sims: Three-Pack Volume 1: The Sims: Unleashed, The Sims: Superstar, i The Sims: House Party.
- The Sims: Three-Pack Volume 2: The Sims: Hot Date, The Sims: Vacation, i The Sims: Makin' Magic.
- The Sims Complete Collection només als EUA (novembre del 2005): Contenia el joc, els 7 pacs d'expansió, el contingut especial de Deluxe Edition i de Double Deluxe i el creador The Sims Creator. Comprenia 4 CD i el seu cost era, aproximadament, de 40.00$
- The Complete Collection of The Sims només al Regne Unit: Contenia els joc i les 7 expansions, el seu cost era d'aproximadament £25.
- The Sims: Full House només a Austràlia. Contenia el joc i les 7 expansions, tenia un cost d'uns AU$100 al principi, que va baixar fins a uns AU$36. Constava de 12 CD, així es podien instal·lar les extensions que l'usuari volia, en comptes de la versió dels EUA on s'havien d'instal·lar totes.
- The Sims: On-line
  - 17 de desembre del 2002
  - El desembre de 2002 Maxis va llançar The Sims: On-line, una versió del The Sims per jugar línia però va acabar resultant un fracàs, ja que va esdevenir una mena de "xat room" estil Habbo Hotel, degut a una mala moderació. Mai es va arribar a comercialitzar a Espanya.
- The Sims 2
  -  16 de setembre del 2004
  - Posteriorment va venir The Sims 2 que va tenir, també, una gran èxit. Un motor gràfic en 3D (22.000 animacions diferents al joc sense expansions), força novetats, una espera més llarga de l'anunciat i una campanya publicitària, van ser les claus de la seqüela. El joc va vendre en una setmana un milió de còpies arreu del món, la meitat de les quals a Europa.
  - La segona part va venir acompanyada, com era previsible de diferents expansions, entre d'altres: The Sims 2: University, The Sims 2: Night Live, The Sims 2: Open for Business, The Sims 2: Pets, The Sims 2: Seasons, The Sims 2: Bon Voyage i The Sims 2: FreeTime.

### Per a altres plataformes
Hi ha versions de The Sims i The Sims 2 (amb les seves expansions) per a Mac OS; fetes per Aspyr Media, Inc.
També es pot jugar a "The Sims" des de Linux gràcies a Cedega.
També hi ha versions per a consoles. Alguns dels títols que han sortit són:
- The Sims (consoles) (2003): Per a PlayStation 2 i posteriorment també per a GameCube i Xbox.
- The Sims Bustin' Out (2003)
- The Urbz: Sims in the City (2004)
- The Sims 2 (consoles): Per a PlayStation 2, Xbox, GameCube, PSP, Nintendo DS, Game Boy Advance i telèfon mòbil.

## The Sims 3
El 2006 començà a difondre's el rumor sobre un futur Els Sims 3. Es parlava que dues companyies, Gamma Ray i Feng Zhu. estaven treballant en el projecte. Els seguidors es varen dividir en dos grups, els que desitjaven Els Sims 3, i els que no, car estarien "obligant" a comprar-ne un nou joc el llançament del qual era excessivament proper a les dates de sortida del seu predecessor.
El 2 de novembre del 2006 Warren Jenson, responsable del departament financer d'Electronic Arts, confirmà la creació d'Els Sims 3, la data del llançament fou el 4 de juny del 2009.
A la presentació de l'expansió, The Sims 2: FreeTime, els productors advertiren els fans de la saga que Els Sims 3 estaven més prop del que semblava. A mitjans del mes de gener del 2008 van llençar el primer vídeo d'Els Sims 3, en el qual vam poder veure un Sim jugant a aquest joc, en el qual apareixen Sims caminant pel barri sense restriccions, a més del Creador de Sims i com amoblar les cases. Els gràfics, tot i no ser els que el joc tindria al final, són força espectaculars i segons informació filtrada, és sabut que el joc va utilitzar el motor gràfic CryENGINE2, el mateix amb què s'han realitzat gràfics tan impressionants com els de Crysis.
La pàgina web oficial d'Els Sims 3 i la web oficial dels Sims (en general) ha estat oberta el dia 19 de març amb les primeres imatges i informació.
S'ha pujat el primer tràiler d'Els Sims 3, en el qual es veu diversos Sims fent activitats com pescar o fer footing lliurement pel barri. Finalment, es veu un Sim tocant la guitarra en un concert a la platja. Curiosament, el vídeo està enregistrat originalment en simlish (idioma dels Sims) i després traduït a diversos idiomes.
Segons la pàgina oficial d'Els Sims 3, els detalls de l'edició especial per a col·leccionistes han estat anunciats a la Convenció de Videojocs de Leipzig.
Rod Humble, director de l'estudi de The Sims™, comentà "Estic entusiasmat de poder oferir a tots els jugadors d'Els Sims el videojoc bandera de la nova generació de la franquícia. The Sims™ 3 Edició Col·leccionista oferirà una experiència especial de The Sims a tots els jugadors aficionats".
Al joc els jugadors tenen l'opció d'editar els objectes, cases i persones. Els treballs són més variats que en les últimes dues entregues de jocs. Igual que en Night Live podran disposar de cotxe i personalitzar la casa en el solar que desitjin. També tenen igual que University, guitarra, l'edat del jove adult i els telèfons mòbils.
Característiques
- Els Sims són únics i diferents, i a més, són més individuals, però alhora també més socials.
- Hi ha una àmplia varietat de trets diferents dels que cada Sim ha d'escollir-ne cinc. Aquests trets poden, fins i tot, ser oposats. Per exemple, un Sim pot ser modest o tenir un gran ego. O un Sim pot odiar i adorar la televisió, el qual pot provocar divertides situacions com per exemple que un Sim engegui la televisió i que un altre Sim que l'odiï s'afanyi a apagar-la.
- Els Sims han de fer planificacions a llarg termini. Per exemple, es crea un Sim amb els seus trets enfocats al treball i es posa a treballar de cambrer (que pertany a la carrera de restaurant), el Sim, de forma independent, intentarà augmentar les seves habilitats de cuina, i es comprarà un llibre de receptes, el llegirà, comprarà els ingredients i començarà a cuinar. Llavors trucarà el seu cap i el convidarà per fer-se amic seu i obtenir un ascens en el treball.
- Un altre dels objectius principals del joc és intentar fer que els Sims siguin més socials, però un dels problemes que es trobaren els desenvolupadors fou que els Sims interrompien les situacions socials. Per exemple, interrompien una conversa per atendre una necessitat física perquè no tenien consciència que fent això estaven interrompent alguna cosa.
- Els Sims 3 ha afegit noves situacions socials, com visites, l'hora de menjar, l'hora de dormir i les cites. Richard Evans mostrà una demo en què els Sims reconeixien la situació i sabien el qual era apropiat i el que no ho era. Per exemple, és inapropiat per a un Sim que estigui de visita posar-se a veure la televisió, agafar menjar o asseure's en el llit de l'amfitrió. Això permet algunes interaccions interessants, en què pots forçar el teu Sim perquè violi les normes socials, de manera que els altres Sims reconeixeran això i hi reaccionaran. És divertit que es portin malament, però això només pot succeir si els Sims saben el qual és apropiat i el que no.
- Les accions que realitzi un Sim depenen del context en què les realitzi, i queden enregistrades en la seva memòria fins al punt que si per exemple un Sim viola una norma social, més endavant tindrà l'opció de demanar disculpes pel que ha fet.
- Els Sims poden passejar per la ciutat lliurement, a diferència d'Els Sims 2, hi ha una sola ciutat, però molt més gran i amb més personatges de tots els barris anteriors junts.

## The Sims 4
Al mes de setembre de 2014 es publica la quarta entrega de la saga. Amb importants canvis al joc que va deixar crítiques mixtes. Posteriorment l'any 2022 EA Games va treure un nou sistema free-to-play que permet als jugadors obtenir el joc dels Sims 4 més bàsic gratuïtament i ampliar l'experiència comprant contingut descarregable a partir de dotzenes de paquets d'expansions, contingut i accessoris.